# Lippincott's Monthly Magazine
Lippincott's Monthly Magazine a fost o revistă literară din secolul al XIX-lea, publicată la Philadelphia în perioada 1868-1915, când a fost mutată la New York pentru a fi transformată în McBride's Magazine. Ea a fuzionat cu Scribner's Magazine în 1916.
Lippincott's a publicat opere literare originale, articole cu conținut general și critică literară. Ea este indexată în baza de date Reader's Guide Retrospective, iar textul întreg al mai multor numere sunt disponibile online pe Proiectul Gutenberg, precum și în diferite baze de date comerciale cum ar fi American Periodicals Series al Proquest.

## Denumiri anterioare
- 1868–1870: Lippincott's Magazine of Literature, Science and Education
- 1871–1885: Lippincott's Magazine of Popular Literature and Science

## Autori celebri
Lippincott's a publicat operele literare ale mai multor autori celebri ai epocii, precum:
- Willa Cather
- Florence Earle Coates, poet din Philadelphia ale cărui poezii au fost publicate de aproape 50[1] de ori în Lippincott's în perioada 1885-1915.
- Arthur Conan Doyle: Semnul celor patru (februarie 1890)
- Oscar Wilde: Portretul lui Dorian Gray (iulie 1890)
- Rudyard Kipling: Se lasă noaptea (ianuarie 1891)
- Gertrude Atherton: Doomswoman (1892)